# Musée régional de Pirkanmaa
Le Musée régional de Pirkanmaa (finnois : Pirkanmaan maakuntamuseo) est un organisme de soutien aux musées installé dans le quartier Tampella de Tampere en Finlande.

## Présentation
Situé dans le Centre Vapriikki, le musée régional de Pirkanmaa est un acteur régional qui soutient les activités des musées et la préservation du patrimoine culturel dans sa zone d'opération.
Le musée a conclu un accord de coopération avec la Direction des musées de Finlande, selon lequel il fournit une assistance spécialisée dans des domaines liés, entre autres, à l'archéologie, à la rénovation et à la conservation. 